# Atys Panch
Atys Panch, de son vrai nom Evens Atys, est un humoriste et musicien ,entrepreneur haïtien qui fait partie du top des artistes les plus écoutés du côté d’Haïti sur la plateforme YouTube.

## Biographie
Atys Panch, natif de Port-au-Prince, a fait des études classiques qui sont partagées entre l’école Gentille Alouette, le collège Gilbert Albert et le Collège Gaétan Amédée. Par la suite, il a entamé des études en gestion à l'Université Polyvalente d'Haïti. Il ne les a pas achevées.

### La musique
Il s'est fait connaître en 2011 avec la chanson « Kapòt la pete » qui a été considérablement diffusée sur la bande FM. Il croit que la paternité du genre qu’il baptise « ra-house-cine » lui revient. Il s'agit d'une sorte de métissage entre le rara et la house. Dans ses chansons, il chante les tabous et les déboires de la jeunesse de son pays. Sa renommée de musicien a connu une nouvelle ampleur avec la musique «Ba yo zoklo», sortie en 2017, qui selon lui l'a rapporté de nouvelles opportunités. «Lage Kè m» est son dernier single en date. Une « chanson qui parle d’une relation amoureuse à la fois passionnée et compliquée qu’il vit avec sa femme »,. Elle est une réalisation de Dramafls.
En janvier 2021 il sort son dernier morceau intitulé Drop it Low.

### La comédie
À partir de 2016, il se tourne vers la comédie. Drapé de son talent d'humoriste, il a déjà évolué sur de grandes tribunes comme celle du Festival International du rire en Haïti à côté d'autres humoristes internationaux comme Rachid Badouri, Sifrael Wemonche, Donel Jack’sman, Bun Hay Mean,,... Par ailleurs, il est le premier humoriste haïtien à avoir atteint la barre de 1 million d'abonnés sur Instagram.

## Récompenses
En 2018, Mag Haïti le figure du nombre des dix (10) jeunes haïtiens les plus influents de l’année et le présentant pour être un humoriste qui « représente un nouveau genre de comédien qui est totalement différent de ceux de l’ancienne génération ».